# Снукер на летних Паралимпийских играх 1976
Матчи по снукеру на летних Паралимпийских играх 1976 года состояли из двух турниров среди мужчин с параличом нижних частей тела. Всего было разыграно 6 медалей.
Для Майкла Шелтона это была завершающая Паралимпиада, на которой он выиграл два золота в дисциплине Lawn Bowls (игра в боулз) и первую свою бронзу.
В дисциплине 2-5 участвовало 9 участников. Победил канадец Д. Меллуэй с 5 победами, у второго призёра — 4, у третьего — 3.
В дисциплине A-C участвовало 3 участников.

## Результаты
| Соревнование           | Золото                   | Серебро                       | Бронза                      |
| ---------------------- | ------------------------ | ----------------------------- | --------------------------- |
| 2-5 (Мужской турнир 1) | Д. Меллуэй Канада        | Брайан Фолкнер Великобритания | Майкл Шелтон Великобритания |
| A-C (Мужской турнир 2) | Т. Тейлор Великобритания | Род Влейгер США               | П. Хаслэм Великобритания    |